# La malora
La malora è un romanzo breve di Beppe Fenoglio, pubblicato per la prima volta nel 1954 da Einaudi editore nella collana dei "Gettoni", due anni dopo I ventitré giorni della città di Alba.

## Trama
Il romanzo narra la storia di un ragazzo, Agostino Braida, servitore presso la famiglia Rabino. Il giovane Agostino racconta e commenta in prima persona la sua vicenda di ragazzo povero, ma deciso nel resistere alla sfortuna, la "malora" del titolo.  
Tutta la vicenda si svolge nelle Langhe, protagoniste indiscusse della storia, descritte accuratamente non solo nella drammaticità della vita contadina di inizio Novecento, ma anche nella situazione sociale della gente di quegli anni.
La maggior parte del romanzo ed il suo sviluppo narrativo si svolgono nella frazione Pavaglione di Castino.
Agostino è un giovanissimo contadino che osserva la vita della sua famiglia e ne narra le durezze: la mamma, Melina, è una confezionatrice di robiole e il papà si divide tra il lavoro dei campi e la vendita dei prodotti. Pian piano la famiglia si impoverisce ed è costretta a vendere le terre. Stefano, fratello di Agostino, parte militare e poi gestisce direttamente il terreno del padre, dopo la sua morte, accaduta a causa di un incidente sul lavoro. Il fratello Emilio va a studiare in seminario, su insistenza della  maestra del paese che è disposta a rimettere un vecchio debito, in cambio della scelta vocazionale del giovane. Agostino si trova costretto a lavorare per Tobia Rabino al Pavaglione, che lo tratta severamente, come fosse suo figlio, mentre sua moglie lo tratta meglio. Lungo i tre anni la vita monotona che era lavorare al Pavaglione è interrotta da viaggi ad Alba, la città grande più vicina, nei quali Agostino accompagna il padrone. Durante queste visite ha anche del tempo libero, in cui va sempre a visitare il fratello Emilio in seminario. L’unica altra distrazione per lui al Pavaglione fu l’arrivo di Fede, un’altra servente della quale si innamora perdutamente essendo da lei ricambiato; tuttavia nonostante le promesse di matrimonio tra i due, non riescono a sposarsi perché la ragazza viene promessa a un altro uomo.  
Dopo i tre anni Agostino ritorna a casa, quando Stefano va a lavorare dagli zii, e con lui torna anche il fratello Emilio, perché aggravatasi la malattia contratta per via delle condizioni di vita in seminario. Il giovane si impegna nella propria terra ereditata dal padre, con nel cuore una grande felicità, per aver potuto tornare accanto alla madre.
 Il libro si chiude con le parole della madre, sussurrate in preghiera, vicino ai meli, udite per caso dal figlio Agostino: "Non chiamarmi prima che abbia chiuso gli occhi al mio povero figlio Emilio. Poi, dopo, son contenta che mi chiami, se sei contento tu. E allora tieni conto di cosa ho fatto per amore e usami indulgenza per cosa ho fatto per forza. E tutti noi che saremo lassù teniamo la mano sulla testa d'Agostino, che è buono e si è sacrificato per la famiglia e sarà solo al mondo".

## Il Simbolismo della Malora
Nel romanzo Beppe Fenoglio costruisce un quadro simbolico della vita contadina nelle Langhe, dove la "malora" rappresenta non solo la sfortuna, ma anche il destino ineluttabile che si abbatte sui personaggi. La narrazione non si limita a descrivere la povertà e la fatica fisica, ma eleva questi aspetti a un simbolo di oppressione più universale. La terra arida rappresenta la condizione esistenziale dei contadini, costretti a lottare senza speranza di riscatto.
Agostino, il protagonista, incarna questa mancanza di libertà. Mandato a lavorare come servitore al Pavaglione, perde la possibilità di scegliere il proprio destino. La sua vita è segnata dal lavoro e dall’obbedienza, e i rapporti umani che instaura, come quelli con la famiglia Rabino, sono freddi, ridotti alla necessità. Fenoglio sottolinea questa alienazione attraverso un linguaggio crudo e asciutto, che rispecchia l'essenzialità e la semplicità della vita dei personaggi.
Nonostante la durezza della sua esistenza, Agostino non smette di sperare in un cambiamento. In due momenti cruciali, quando va ad Alba e quando conosce Fede, egli intravede uno spiraglio di libertà. Questi episodi gli infondono una nuova energia, che lo aiuta a sopportare il peso del lavoro e delle ingiustizie subite. Il suo desiderio di un futuro migliore diventa il motivo che lo spinge a non arrendersi, anche di fronte alle avversità.
Alla fine, Agostino riesce a tornare a casa per lavorare nei campi di famiglia. Sebbene la sua libertà non sia completa e la fatica continui a far parte della sua vita, questo ritorno rappresenta una forma di riscatto personale.

## Edizioni
- Beppe Fenoglio, La malora, Torino, Einaudi, 1963,  p. 351, ISBN 8806309242.